# بن مزرعه
بن مزرعه، روستایی از توابع بخش مرکزی شهرستان چگنی در استان لرستان ایران است.

## جمعیت
این روستا در دهستان تشکن قرار دارد و براساس سرشماری مرکز آمار ایران در سال ۱۳۸۵، جمعیت آن ۱۷۸ نفر (۳۳خانوار) بوده‌است.